# Linda Kallistová Jablonská
Linda Kallistová Jablonská, rozená Jablonská (* 1. prosince 1979, Praha) je česká režisérka dokumentárních filmů.

## Život a dílo
Absolvovala obor dokumentární tvorba na FAMU v roce 2006 filmem Kupředu levá, kupředu pravá o mladých politicích, který byl uveden v kinech a získal Cenu diváků na Mezinárodním festivalu dokumentárních filmů Jihlava 2006, ocenění nejlepší dokumentární film FAMUfest 2006 a cenu kritiků Kristián na Febiofestu 2007. Její film Vítejte v KLDR! zvítězil v diváckém hlasování na festivalu Jeden svět 2009 v Brně a získal nominaci na Českého lva 2009 v kategorii dokumentárních filmů. Dokument Pozemšťané, koho budete volit? natočený se štábem mentálně handicapovaných filmařů získal na Mezinárodním festivalu dokumentárních filmů Jihlava 2010 Cenu diváků.
Během studia pracovala pro produkční společnost Febio jako režisérka pořadů Cestománie, Zpověď, Festivalové vteřiny Febiofestu a 12 odvážných. Spolupracuje s Českou televizí jako režisérka dokumentárních filmů a publicistických cyklů. Během natáčení seriálu Čtyři v tom se jí v září 2012 narodila dcera Johanka. V roce 2020 natočila dokument o musherce Janě, která se rozhodne překonat náročný 1200 km dlouhý závod psích spřežení Finnmarksløpet.

## Filmografie

### Režie
- 2001 Návštěva (film)|Návštěva (krátký dokumentární studentský film, FAMU) – režie
- 2002 The Star (krátký dokumentární studentský film, FAMU) – režie
- 2003 Věřte nevěřte (krátký dokumentární studentský film, FAMU) – režie
- 2005 Kupředu levá (krátký dokumentární studentský film, FAMU) – režie
- 2005 Hovorově Horňas (Miroslav Horníček, dokumentární film z cyklu České televize Příběhy slavných) – režie
- 2006 Neřízená střela Stella (Stella Zázvorková, dokumentární film z cyklu České televize Příběhy slavných) – režie
- 2006 Kupředu levá, kupředu pravá (absolventský film FAMU) – námět, scénář a režie
- 2006 Film o filmu Fimfárum 2 (krátký televizní dokument o filmu Fimfárum 2) – režie
- 2007 Doma tady a teď (krátký dokumentární film) – režie
- 2008 Horko v Česku (dokumentární film) – režie
- 2009 Vítejte v KLDR! (Dovolená v Severní Koreji, dokumentární film) – režie
- 2009 Prolomit kruh / Romper el circulo (krátký dokumentární film) – režie
- 2010 Pozemšťané, koho budete volit? (krátký dokumentární film) – režie
- 2010 Ohlédnutí za Febiofestem (krátký dokumentární televizní film) – scénář a režie
- 2011 24 (dokumentární film 24 režisérů) – jedna z režisérek
- 2011 Máma a máma (krátký dokumentární film České televize) – scénář a režie
- 2011–2012 Ústav (díl cyklu Rodinné křižovatky, 2011); Počátky (2012) (navazující krátké dokumentární filmy České televize o výchovném ústavu v Počátkách) – režie
- 2013 dokument o Michalu Vieweghovi z cyklu České televize Tajemství rodu – režie
- 2013 Čtyři v tom (dokumentární seriál České televize) – režie
- 2016 V nejlepším zájmu dítěte (v rámci cyklu Český žurnál) – scénář a režie
- 2020 Psí láska – scénář a režie
- 2021 Opouštět Počátky – scénář a režie

krátké cestopisné dokumentární filmy
- 2001–2004 Cestománie (cestopisné dokumenty) – díly: Kolumbie (2001); Čína – Říše středu, Surinam,Venezuela (2002); Jihoafrická republika, Mosambik, Severní Irsko, Španělsko – Tři úhly pohledu (2003); Guatemala, Honduras (2004) – scénář a režie[4]
- 2005 Mexiko – Chiapas, indiánská zem; Salvador, dobře střežená zem (Febio, 2005) – námět, scénář a režie[5]

### Účinkuje
- 1990 Poslední motýl (režie Karel Kachyňa) – Stella
- 1992 Jezevec nosí pochybnosti (krátký film FAMU, režie Jasmina Blažević) – Ada
- 2002 Maigret a obchodník s vínem (37. epizoda televizního seriálu Maigret) – písařka na stroji (dactylo 2)